# Zona del Canale di Panama
La Zona del Canale di Panama (in inglese Panama Canal Zone e in spagnolo Zona del Canal de Panamá, talvolta indicata semplicemente come Zona del Canale) è stata un territorio non incorporato statunitense ed è esistita dal 1903 al 1979, quando è stata restituita a Panama. La zona comprendeva il Canale di Panama, che dal 1º ottobre 1979 al 31 dicembre 1999 è stato sotto l'amministrazione congiunta statunitense-panamense, mentre dal 31 dicembre 1999 è amministrato unicamente da Panama. La zona era vasta 1 432 km², aveva propri francobolli, adottava come moneta il dollaro statunitense ed era sorvegliata dalle forze armate statunitensi con unità terrestri, aeree e navali.

## Governatori della Zona del Canale

### Governatori militari (1904-1914)
| # | Nome                         | Dal  | Al   |
| 1 | George Whitefield Davis      | 1904 | 1905 |
| 2 | Charles Edward Magoon        | 1905 | 1906 |
| 3 | Richard Reid Rogers          | 1906 | 1907 |
| 4 | Joseph Clay Stiles Blackburn | 1907 | 1909 |
| 5 | Maurice Hudson Thatcher      | 1910 | 1913 |
| 6 | Richard Lee Metcalfe         | 1913 | 1914 |

### Governatori civili (1914-1979)
| #  | Nome                       | Dal  | Al   |
| 1  | George Washington Goethals | 1914 | 1917 |
| 2  | Chester Harding            | 1917 | 1921 |
| 3  | Jay Johnson Morrow         | 1921 | 1924 |
| 4  | Meriwether Lewis Walker    | 1924 | 1928 |
| 5  | Harry Burgess              | 1928 | 1932 |
| 6  | Julian Larcombe Schley     | 1932 | 1936 |
| 7  | Clarence S. Ridley         | 1936 | 1940 |
| 8  | Glen Edgar Edgerton        | 1940 | 1944 |
| 9  | Joseph Cowles Mehaffey     | 1944 | 1948 |
| 10 | Francis K. Newcomer        | 1948 | 1952 |
| 11 | John States Seybold        | 1952 | 1956 |
| 12 | William Everett Potter     | 1956 | 1960 |
| 13 | William Arnold Carter      | 1960 | 1962 |
| 14 | Robert John Fleming        | 1962 | 1967 |
| 15 | Walter Philip Leber        | 1967 | 1970 |
| 16 | David Stuart Parker        | 1970 | 1975 |
| 17 | Harold Parfitt             | 1975 | 1979 |